# 楊四重
楊四重，山西壺關人，明末清初政治人物。

## 生平
明崇祯元年（1628年）戊辰科进士。崇禎四年任洛阳县知县。清朝入关后，考选江南道监察御史，巡按漕運。